# Salpa (1912)
Salpa – włoski okręt podwodny z początku XX wieku, jedna z ośmiu jednostek typu Medusa. Okręt został zwodowany 14 maja 1912 roku w stoczni Cantieri Navali del Tirreno Riuniti w Muggiano, a w skład Regia Marina wszedł 10 września 1912 roku. Pełnił służbę na Morzu Śródziemnym, biorąc udział w I wojnie światowej. W sierpniu 1916 roku okręt storpedował austro-węgierską kanonierkę torpedową SMS „Magnet”. W końcu 1917 roku jednostka trafiła do rezerwy, a z listy floty została skreślona we wrześniu 1918 roku.

## Projekt i budowa
„Salpa” i jej siostrzane jednostki zostały zaprojektowane przez inż. Cesarego Laurentiego jako rozwinięcie poprzednich projektów tego konstruktora (Glauco i „Foca”). Po wybuchu oparów benzyny na „Foce” zrezygnowano ostatecznie z montażu na okrętach podwodnych silników benzynowych i do napędu jednostek typu Medusa użyto po raz pierwszy silników wysokoprężnych . Nowatorski napęd spowodował opóźnienia we wprowadzeniu okrętów do służby ze względu na przeprowadzane testy, wypadki i przeróbki. Ostatecznie jednak powstały udane jednostki charakteryzujące się wysoką manewrowością i stabilnością w położeniu podwodnym.
„Salpa” zbudowana została w stoczni CNR w Muggiano. Stępkę okrętu położono 25 sierpnia 1910 roku, a zwodowany został 14 maja 1912 roku. Był pierwszym okrętem we włoskiej flocie noszącym to imię.

## Dane taktyczno-techniczne
„Salpa” była niewielkim, przybrzeżnym okrętem podwodnym o konstrukcji dwukadłubowej . Długość całkowita wynosiła 45,15 metra, szerokość 4,2 metra i zanurzenie 3 metry. Wyporność normalna w położeniu nawodnym wynosiła 248–252 tony, a w zanurzeniu 305 ton. Okręt napędzany był na powierzchni przez dwa silniki wysokoprężne FIAT o łącznej mocy 650 KM. Napęd podwodny zapewniały dwa silniki elektryczne Savigliano o łącznej mocy 300 KM. Dwuśrubowy układ napędowy pozwalał osiągnąć prędkość 12 węzłów na powierzchni i 8 węzłów w zanurzeniu. Zasięg wynosił 1200 Mm przy prędkości 8 węzłów w położeniu nawodnym oraz 54 Mm przy prędkości 6 węzłów w zanurzeniu (lub 670 Mm przy 12 węzłach na powierzchni i 24 Mm przy 8 węzłach w zanurzeniu). Dopuszczalna głębokość zanurzenia wynosiła 40 metrów .
Okręt wyposażony był w dwie stałe dziobowe wyrzutnie torped kalibru 450 mm, z łącznym zapasem czterech torped.
Załoga okrętu składała się z 2 oficerów oraz 19 podoficerów i marynarzy.

## Służba
„Salpa” weszła do służby w Regia Marina 10 września 1912 roku. W początkowym okresie załoga okrętu przechodziła szkolenie na wodach Morza Tyrreńskiego i odbywała krótki rejsy głównie w rejon Sardynii. W momencie przystąpienia Włoch do I wojny światowej okręt wchodził w skład 1. dywizjonu okrętów podwodnych w Wenecji (wraz z siostrzanymi jednostkami „Medusa”, „Jalea”, „Jantina” i „Zoea” oraz „Atropo”). W pierwszych dwóch latach wojny okręt wychodził na ofensywne patrole pod nieprzyjacielskie wybrzeże. 2 sierpnia 1916 roku okręt (pod dowództwem kpt. mar. Ugo Perricone) został wysłany pod Galiola, aby zniszczyć włoski okręt podwodny „Giacinto Pullino”, który 31 lipca osiadł tam na mieliźnie. Po przybyciu na miejsce załoga „Salpy” nie odnalazła „Giacinto Pullino”, który został zdobyty przez nieprzyjaciela, lecz udało mu się storpedować i ciężko uszkodzić kanonierkę torpedową SMS „Magnet”, która na holu SMS „Satellit” dotarła do Puli (w wyniku ataku na pokładzie śmierć poniosło 11 marynarzy, a siedmiu zostało rannych).
Od końca 1916 roku „Salpa” była używana głównie do ochrony własnych baz, a pod koniec 1917 roku trafiła do rezerwy i została rozbrojona. Okręt został skreślony z listy floty 26 września 1918 roku.